# Бонвілар (Во)
Бонвілар (фр. Bonvillars) — громада  в Швейцарії в кантоні Во, округ Юра-Нор-Водуа.

## Географія
Громада розташована на відстані близько 65 км на захід від Берна, 35 км на північ від Лозанни.
Бонвілар має площу 7,5 км², з яких на 6,5% дозволяється будівництво (житлове та будівництво доріг), 48,5% використовуються в сільськогосподарських цілях, 44,3% зайнято лісами, 0,7% не є продуктивними (річки, льодовики або гори).

## Демографія
2019 року в громаді мешкало 490 осіб (-0,4% порівняно з 2010 роком), іноземців було 9,2%. Густота населення становила 65 осіб/км².
За віковим діапазоном населення розподілялося таким чином: 20,6% — особи молодші 20 років, 58,2% — особи у віці 20—64 років, 21,2% — особи у віці 65 років та старші. Було 207 помешкань (у середньому 2,3 особи в помешканні).
Із загальної кількості 127 працюючих 46 було зайнятих в первинному секторі, 40 — в обробній промисловості, 41 — в галузі послуг.